# جانجان (مقاطعة تشرداول)
جانجان (بالفارسية: جانجان) هي قرية تقع في قسم آسمان آباد الريفي (مقاطعة تشرداول) في إيران. يقدر عدد سكانها بـ 1,048 نسمة .